# 피트먼땃쥐
피트먼땃쥐(Crocidura pitmani)는 땃쥐과에 속하는 포유류의 일종이다. 잠비아의 토착종이다.